# فرانک سوئیس
فرانک سوئیس، (به انگلیسی: Swiss franc) (به فرانسوی: Franc suisse) (به آلمانی: Schweizer franken) با کد ایزو ۴۲۱۷ CHF یکای پول کشورهای سوئیس و لیختن اشتاین می‌باشد. ارزش آن تقریباً برابر ۱ دلار آمریکا و مانند پول آمریکا هر ۱ فرانک مساوی ۱۰۰ سانتیم است.
فرانک سوئیس، جزء ده پول قدرتمند دنیا در سال 2023 معرفی شده است.

## اسکناس‌ها
| مجموعه‌ای از اسکناس‌های سوئیس | مجموعه‌ای از اسکناس‌های سوئیس | مجموعه‌ای از اسکناس‌های سوئیس | مجموعه‌ای از اسکناس‌های سوئیس | مجموعه‌ای از اسکناس‌های سوئیس | مجموعه‌ای از اسکناس‌های سوئیس | مجموعه‌ای از اسکناس‌های سوئیس | مجموعه‌ای از اسکناس‌های سوئیس        |
| تصویر                       | تصویر                       | ارزش                        | اندازه                      | رنگ غالب                    | تصویر روی اسکناس            | تاریخ صدور                  | ملاحظات                            |
| رو                          | پشت                         | ارزش                        | اندازه                      | رنگ غالب                    | تصویر روی اسکناس            | تاریخ صدور                  | ملاحظات                            |
| --------------------------- | --------------------------- | --------------------------- | --------------------------- | --------------------------- | --------------------------- | --------------------------- | ---------------------------------- |
|                             |                             | ۱۰ فرانک                    | ۱۲۳ × ۷۰ mm                 | زرد                         | زمان                        | ۱۸ اکتبر ۲۰۱۷               | [ ۵ ]                              |
|                             |                             | ۲۰ فرانک                    | ۱۳۰ × ۷۰ mm                 | قرمز                        | نور                         | ۱۷ مه ۲۰۱۷                  | [ ۶ ]                              |
|                             |                             | ۵۰ فرانک                    | ۱۳۷ × ۷۰ mm                 | سبز                         | باد                         | ۱۲ آوریل ۲۰۱۶               | [ ۷ ]                              |
|                             |                             | ۱۰۰ فرانک                   | ۱۵۹ × ۷۴ mm                 | آبی                         | آلبرتو جاکومتی              | ۱ اکتبر ۱۹۹۸                |                                    |
|                             |                             | ۲۰۰ فرانک                   | ۱۷۰ × ۷۴ mm                 | قهوه‌ای                      | شارل-فردینان راموز          | ۱ اکتبر ۱۹۹۷                | جایگزین چک تضمین شده ۵۰۰ فرانکی شد |
|                             |                             | ۱۰۰۰ فرانک                  | ۱۸۱ × ۷۴ mm                 | بنفش                        | یاکوب بورکهارت              | ۱ آوریل ۱۹۹۸                |                                    |
|                             |                             |                             |                             |                             |                             |                             |                                    |

## ارزها با بیشترین چرخش در بازار جهان
| رتبه       | ارزها         | کد ایزو ۴۲۱۷ (نشان) | ٪ سهم روزانه (۱۶ سپتامبر ۲۰۱۹) |
| ---------- | ------------- | ------------------- | ------------------------------ |
| ۱          | دلار آمریکا   | USD (US$)           | ۸۸٫۳%                          |
| ۲          | یورو          | EUR (€)             | ۳۲٫۳٪                          |
| ۳          | ین ژاپن       | JPY (¥)             | ۱۶٫۸٪                          |
| ۴          | پوند استرلینگ | GBP (£)             | ۱۲٫۸٪                          |
| ۵          | دلار استرالیا | AUD (A$)            | ۶٫۸٪                           |
| ۶          | دلار کانادا   | CAD (C$)            | ۵٫۰٪                           |
| ۷          | فرانک سوئیس   | CHF (Fr)            | ۵٫۰٪                           |
| ۸          | یوان چین      | CNY (元)            | ۴٫۳٪                           |
| ۹          | دلار هنگ کنگ  | HKD (HK$)           | ۳٫۵٪                           |
| ۱۰         | دلار نیوزیلند | NZD (NZ$)           | ۲٫۱٪                           |
| ۱۱         | کرون سوئد     | (kr) SEK            | ۲٫۰٪                           |
| ۱۲         | وون کره جنوبی | (₩) KRW             | ۲٫۰٪                           |
| ۱۳         | دلار سنگاپور  | SGD (S$)            | ۱٫۸%                           |
| ۱۴         | کرون نروژ     | NOK (kr)            | ۱٫۸٪                           |
| ۱۵         | پزو مکزیک     | MXN ($)             | ۱٫۷٪                           |
| دیگر ارزها | دیگر ارزها    | دیگر ارزها          | ۱۳٫۸٪                          |
| جمع کل     | جمع کل        | جمع کل              | ۲۰۰٪                           |

## کشورهای دیگر که فرانک یکای پول آنها است
| نام کشور              | یکای پول "فرانک"    |
| --------------------- | ------------------- |
| جمهوری آفریقای مرکزی  | فرانک آفریقای مرکزی |
| بنین                  | فرانک سی‌اف‌ای        |
| بورکینافاسو           | فرانک سی‌اف‌ای        |
| پلی‌نزی فرانسه         | فرانک اقیانوسیه     |
| جیبوتی                | فرانک جیبوتی        |
| چاد                   | فرانک سی‌اف‌ای        |
| رواندا                | فرانک رواندا        |
| ساحل عاج              | فرانک سی‌اف‌ای        |
| سنگال                 | فرانک سی‌اف‌ای        |
| سوئیس                 | فرانک سوئیس         |
| کامرون                | فرانک سی‌اف‌ای        |
| کالدونیای جدید        | فرانک اقیانوسیه     |
| جمهوری کنگو           | فرانک سی‌اف‌ای        |
| جمهوری دموکراتیک کنگو | فرانک کنگو          |
| کومور                 | فرانک کومور         |
| گابن                  | فرانک سی‌اف‌ای        |
| گینه                  | فرانک گینه          |
| گینه استوایی          | فرانک سی‌اف‌ای        |
| گینه بیسائو           | فرانک سی‌اف‌ای        |
| لیختن‌اشتاین           | فرانک سوئیس         |
| مالی                  | فرانک سی‌اف‌ای        |
| نیجر                  | فرانک سی‌اف‌ای        |
| والیس و فوتونا        | فرانک اقیانوسیه     |